# Blauburger
Blauburger je križanac portugizca i frankovke nastao 1923 godine u Austriji, a križao ih je profesor Fritz Zweigelt (zvuči poznato?).
Boja mu je tamno crvena a aroma je izražajna, punog tijela i s naznakom bobičastog voća. Aroma je slična frankovci, ali je izraženija i ima više alkohola.
Vino ove sorte ima dug period starenja.

## Vanjske poveznice
- Mali podrum  Arhivirana inačica izvorne stranice od 30. rujna 2007. (Wayback Machine) - Blauburger; hrvatska vina i proizvođači